# Zlíchov

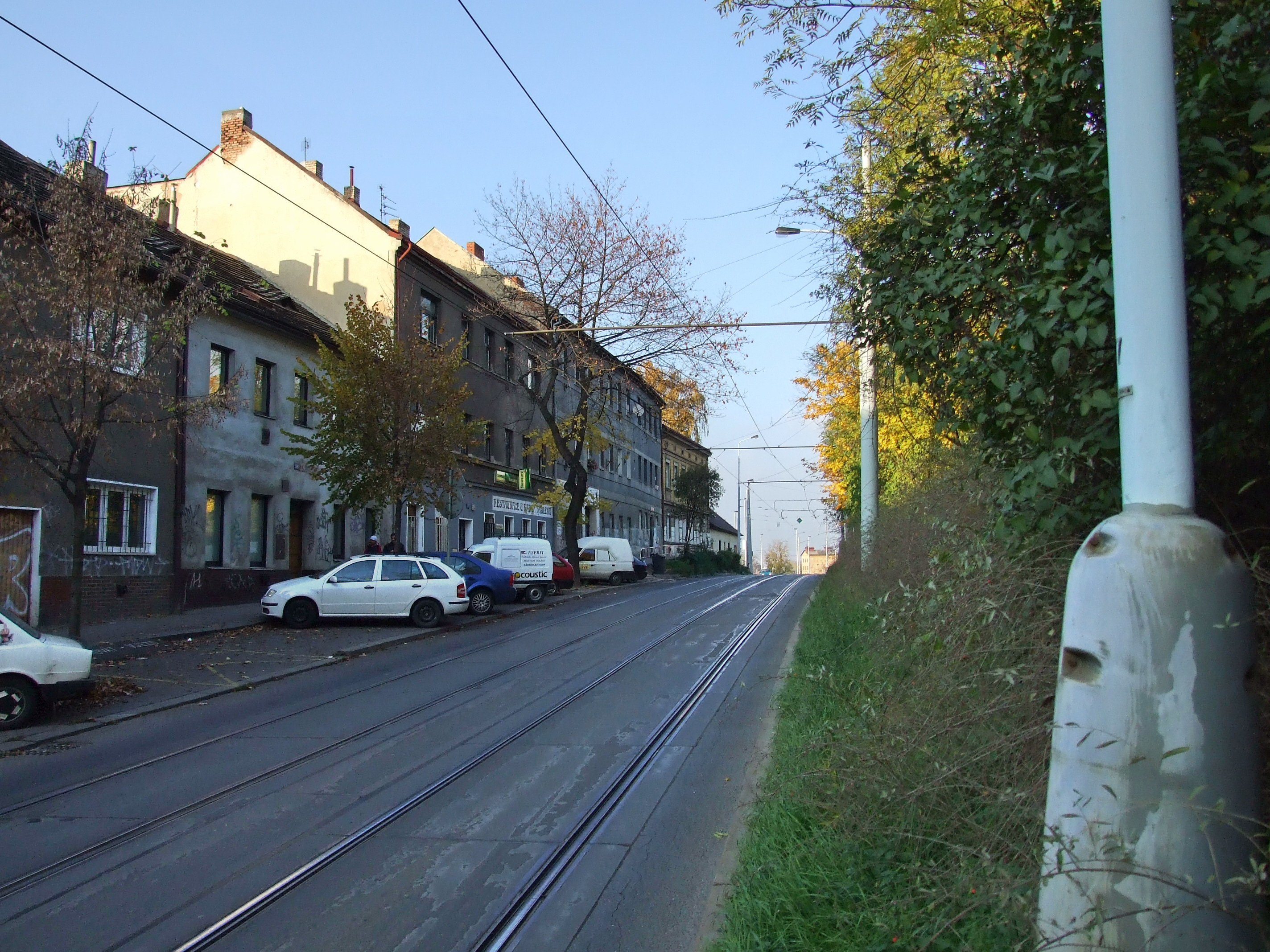
Ulice Na Zlíchově

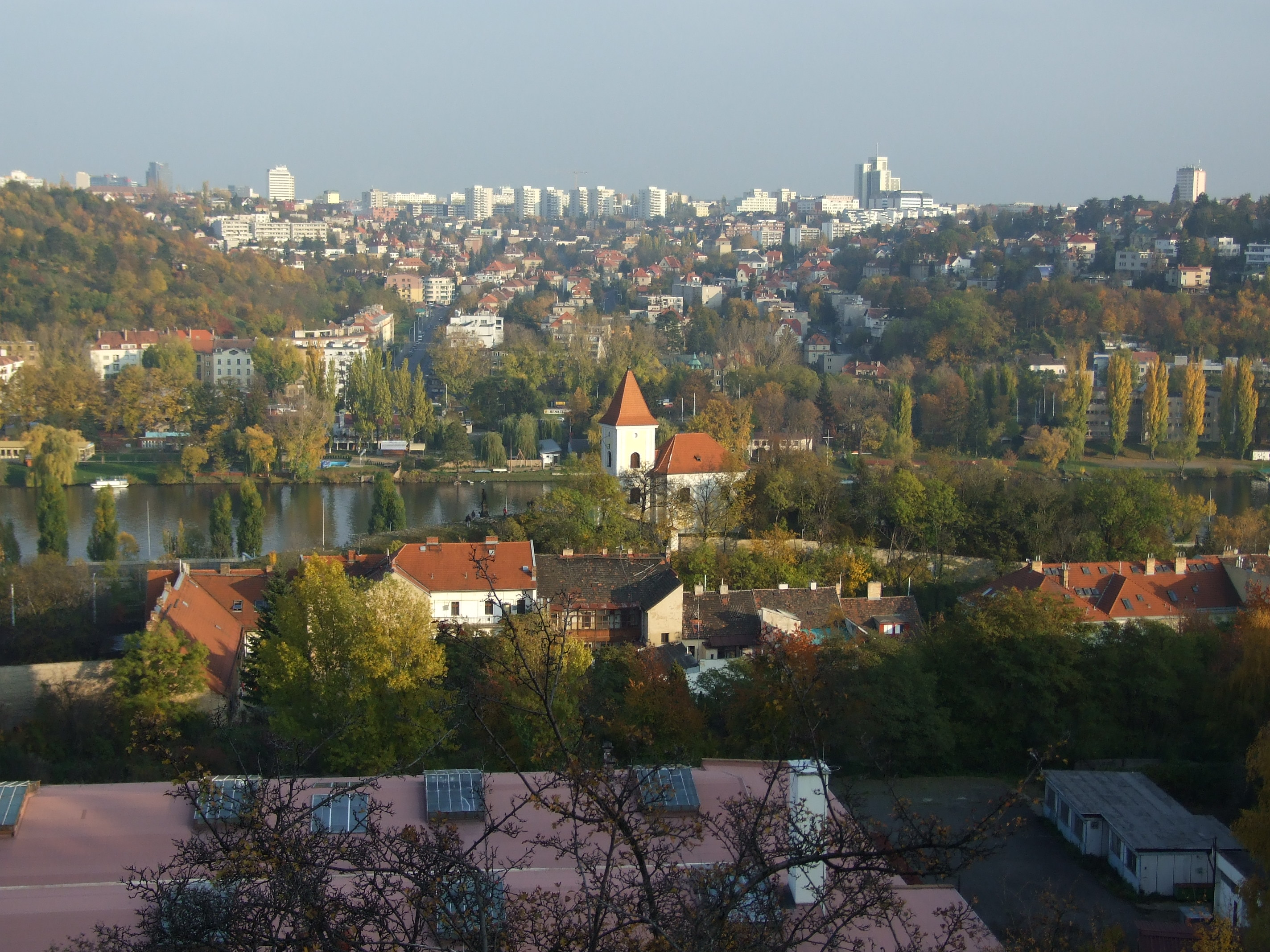
Kostel Svatého Filipa a Jakuba na Zlíchově, v popředí je samotný Zlíchov, v dáli pak Podolí a Pankrác (za řekou)

Zlíchov (německy Slichow) je malá pražská čtvrť jihozápadně od centra na levém břehu řeky Vltavy, na východě pražské městské části a obvodu Praha 5.
Jádro Zlíchova spadá do Hlubočep (tato část je evidována jako základní sídelní jednotka Zlíchov A). Nový Zlíchov patří do katastrálního území Smíchov (a je evidován jako ZSJ Zlíchov B). Ke Zlíchovu se tradičně počítají i další objekty na území Smíchova, v okolí Nádražní ulice, zejména Zlíchovský lihovar, železniční výtopna Zlíchov a Zlíchovský tunel na Městském okruhu.

## Charakter čtvrti
Zlíchov je malá čtvrť. V podstatě se jedná jen o okolí ulice Na Zlíchově a jižní části Nádražní ulice a o domy na svahu přilehlého kopce Žvahov a Děvín. Dole byly vystavěny až dvoupatrové domy, na svahu rodinné domy.

## Historie
Dnešní název Zlíchova pochází z dnes již zapomenutého názvu Zlechův dvůr. Zlíchov je spolu s Hlubočepy nejstarším známým osídlením na tomto katastrálním území. Vývoj Zlíchova je téměř totožný s vývojem Hlubočep, přestože oficiálně byly tyto části spojeny až v 17. století.
Ve 13. století zde byl postaven románský kostel, který zde dosud po barokní přestavbě z roku 1713 stojí. Kostel s výraznou věží na severu je zasvěcen sv. Filipovi a Jakubovi a je obklopen menším hřbitovem na jižní straně. Orientace kostela, který je půdorysně oproti římskokatolické zvyklosti natočen o 90 stupňů, je podmíněna tvarem pahorku protáhlým ve směru toku Vltavy z jihu na sever. Z vnitřního vybavení je kromě hlavního oltáře významný též oltář sv. Václava – křestní na straně západní, s velmi kvalitním obrazem světce. Před kostelem na severní vápencové skále stojí kvalitní zdaleka viditelná barokní socha svatého Jana Nepomuckého.
Zlíchov byl roku 1420 vypálen Zikmundovým vojskem a zboží ze Zlíchova bylo zabaveno Staroměstskou obcí.
V roce 1880 byl na Zlíchově založen Zlíchovský lihovar. Další podnik sídlící na Zlíchově byla od roku 1878 Inwaldova sklárna, kde pracovali oba rodiče dále zmíněného rodáka Karla Hašlera.

### Pamětihodnosti
- Děvín – Dívčí Hrady, vrch Děvín. Výšinné opevněné sídliště – hradiště Dívčí hrady s archeologickými stopami.
- Nad řekou na malém pahorku se nachází místní dominanta – jednolodní kostel sv. Filipa a Jakuba s hranolovou věží nad kněžištěm, přestavěný v barokním slohu. Oltářní obrazy vytvořil Vilém Kandler. Původní pozdně gotický oltářní reliéf Kristus a rozloučení rytíře Jáchyma Šlika se Smrtí je vystaven v Národní galerii v Praze.
- Zlíchovský hřbitov u kostela sv. Filipa a Jakuba
- Socha sv. Jana Nepomuckého z roku 1801
- Sloup se sochou Panny Marie Svatohorské
- Kaple Panny Marie Bolestné – jižně od Zlíchova v bývalém lomu. Původně prachárna postavená roku 1742 francouzskými vojsky při obléhání Prahy později sloužila jako sklad materiálu dělníkům v lomech. Po roce 1900 upravena benediktiny z pražských Emauz v beuronském stylu.
- Nedaleko kostela se nalézá památník 100 kilometrům tramvajových tratí v Praze z roku 1928.
- Vila Hummelberg – Na Zlíchově 206/6, architekt Adolf Foehr (1936).
- Pomník a Pamětní desky – připomínají oběti 2. světové války[1]

### Další stavby
- Hellmichův pivovar

### Zaniklá místa
- Křenkov – malá osada jižně od Zlíchova, která se nacházela v místech mezi Vltavou, Dalejským potokem a skálou s Barrandovskými Terasami. Tvořilo ji 8 obytných domků včetně Červeného mlýna, později hostince „u Dědků“.
- Kartuziánský dvůr – původní čp. 1, severně od Zlíchova. Dvůr patřil smíchovskému kartuziánskému klášteru, na jeho pozemcích stojí od roku 1880 zlíchovský lihovar.

### Rodáci
- Herec a písničkář Karel Hašler (zemřel v koncentračním táboře Mauthausen, na rodném domě v ulici Na Zlíchově ho připomíná pamětní deska).[2]

## Doprava
Ulicí Na Zlíchově prochází tramvajová trať v úseku Barrandov – Smíchov (linky 4, 5, 12 a 20). Vedou jí i některé autobusové linky především do oblasti starých Hlubočep. Hlavní „tepna“ Zlíchova – ulice Na Zlíchově – je na severu napojena na Zlíchovský tunel – součást vnitřního městského okruhu Prahy.
Zlíchovem prochází železniční trať z Prahy-Smíchova do Jinonic zvaná Pražský Semmering. Na této trati se nachází i železniční zastávka Žvahov. Kolem Zlíchova pak vede hlavní trať Praha – Plzeň a její odbočka směrem přes Rudnou u Prahy do Berouna.
Mezi tratí Pražský Semmering a tratí Praha–Rudná se nachází Výtopna Zlíchov – dílna na opravu parních lokomotiv se svojí sbírkou parních a dieselových lokomotiv pro průmyslové železnice. Jedna z parních lokomotiv je provozuschopná a bývá často k vidění právě na tratích procházejících Zlíchovem.
Mezi Zlíchovem a Vltavou vede Strakonická ulice, čtyřproudá kapacitní komunikace přivádějící dopravu z jihu Čech do Prahy.
V přípravné fázi je dopravní stavba zvaná Radlická radiála. Na Zlíchově bude tato čtyřpruhová komunikace vystupovat z tunelu na povrch a napojí se na současný městský okruh.

## Sousedící městské části
- Hlubočepy
- Smíchov
- Radlice
- Podolí

## Galerie

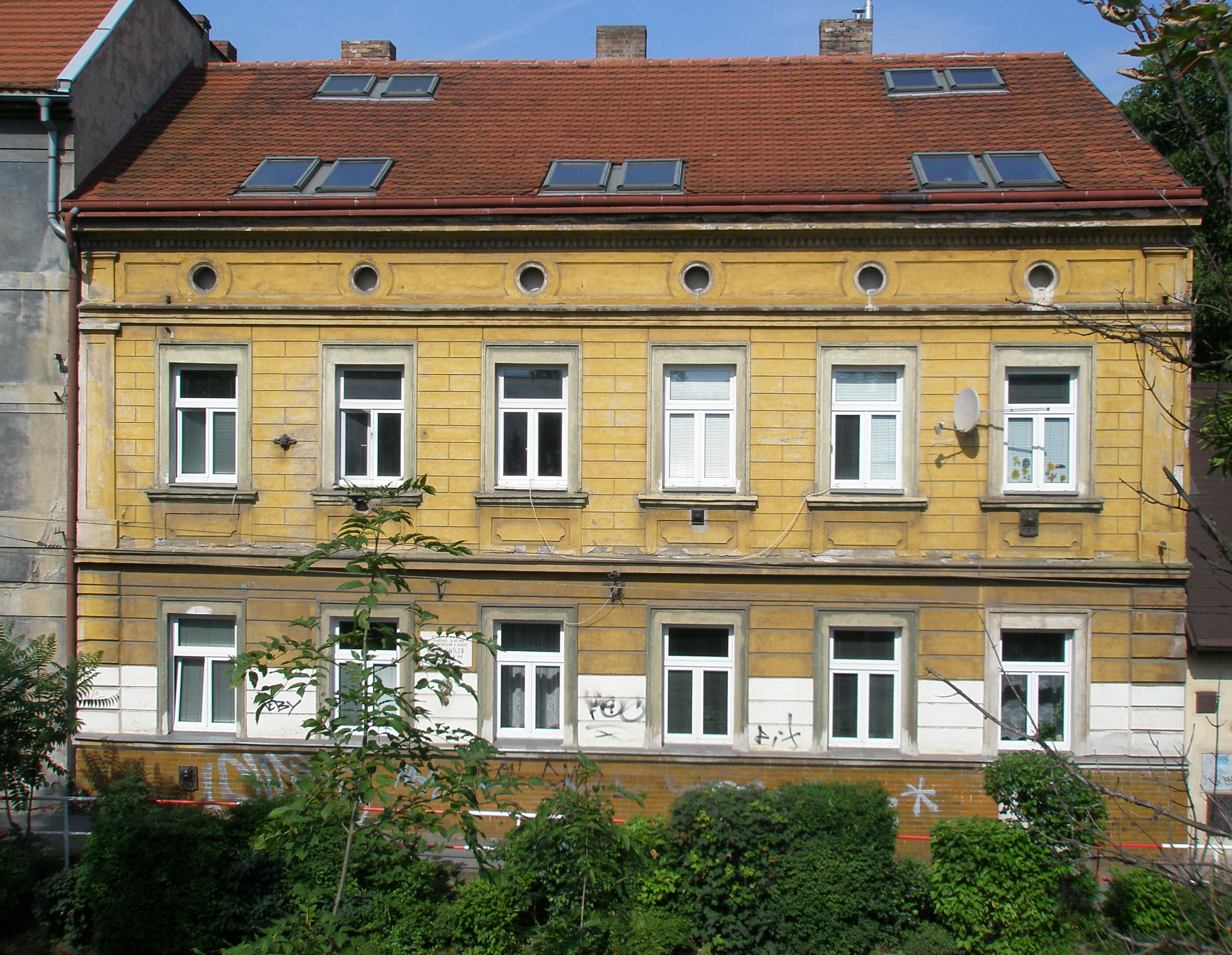
Rodný dům Karla Hašlera s pamětní deskou
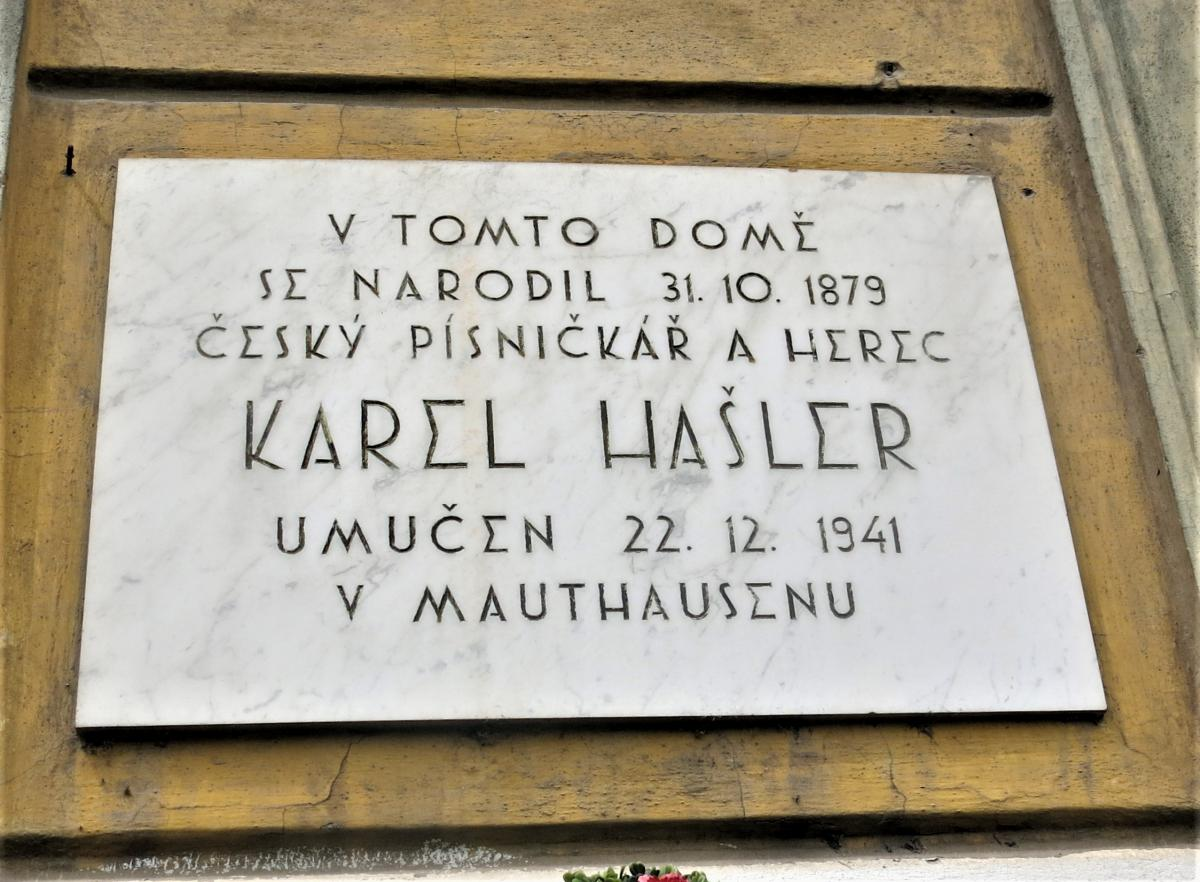
Pamětní deska Karla Hašlera
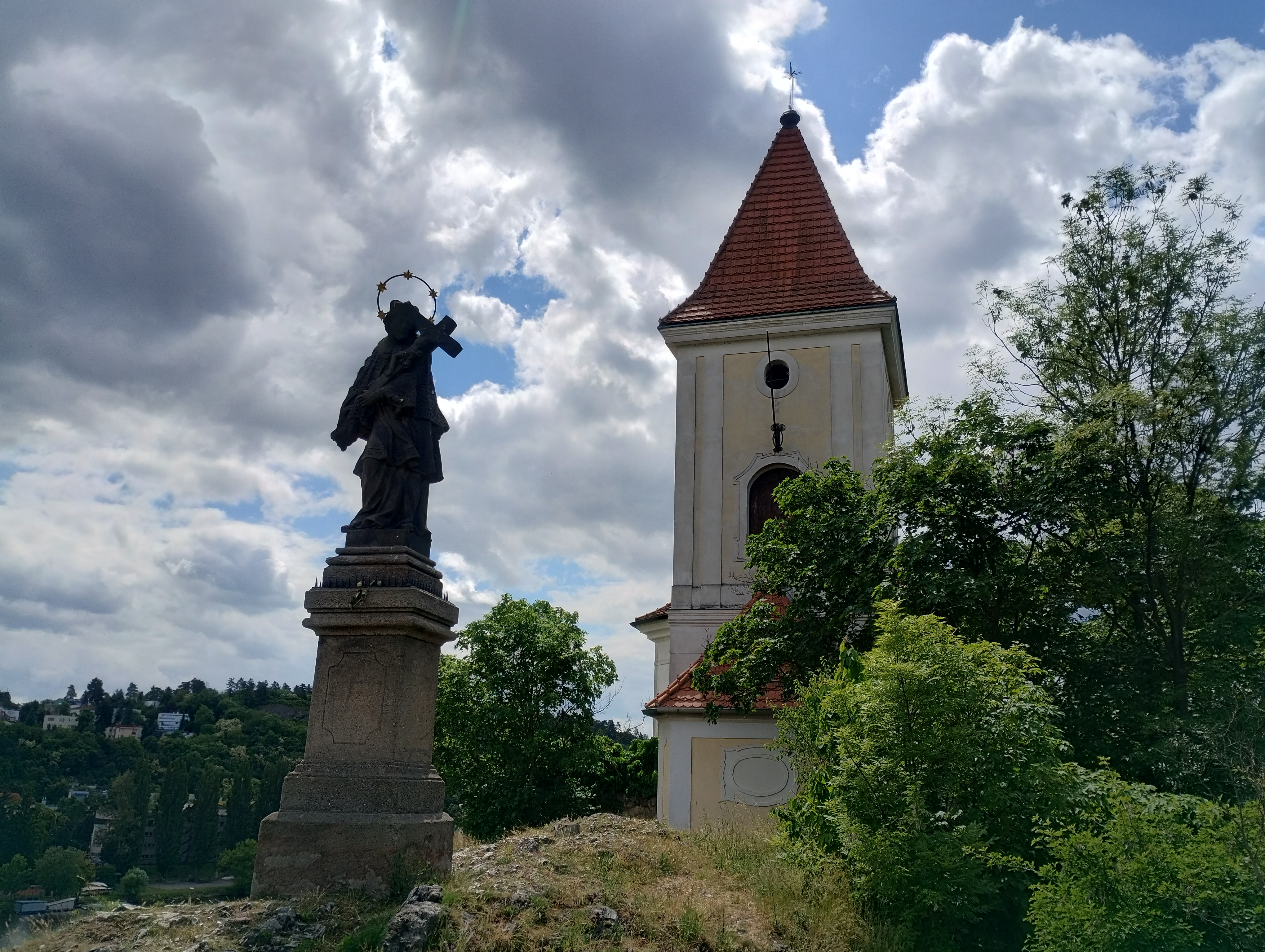
Kostel sv. Filipa a Jakuba se sochou sv. Jana Nepomuckého
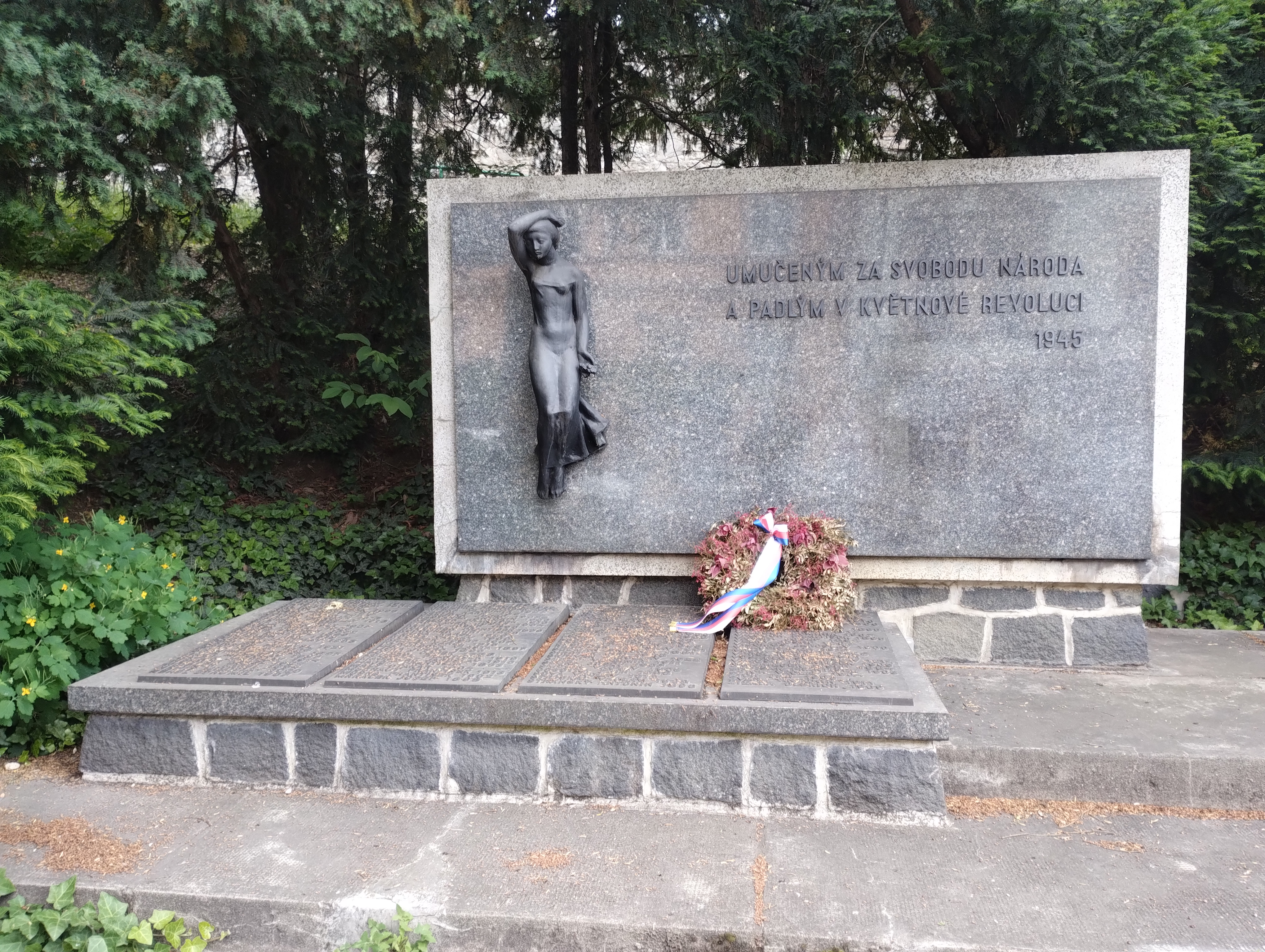
Pamětní deska padlým v květnovém povstání 1945
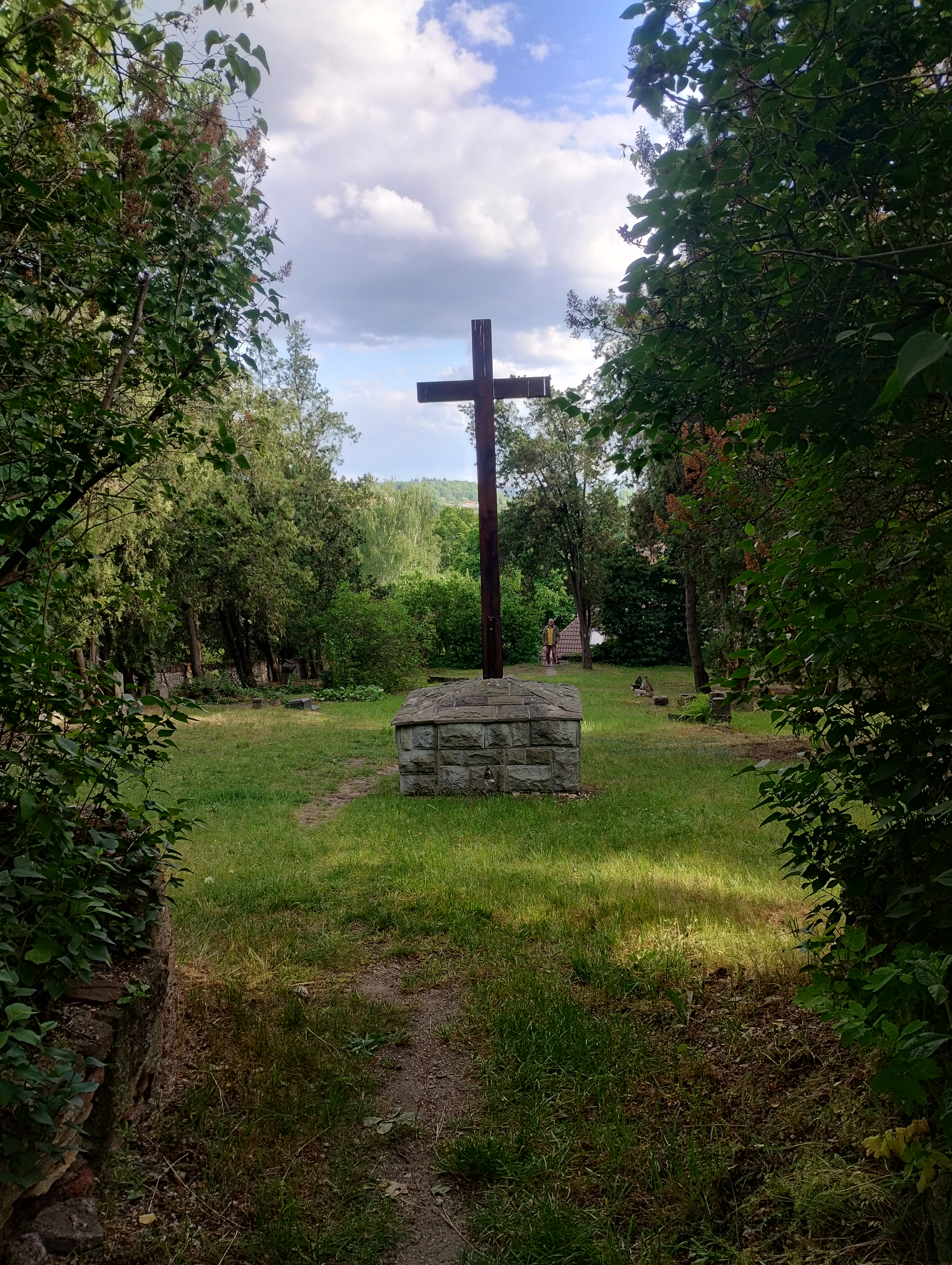
Zlíchovský hřbitov
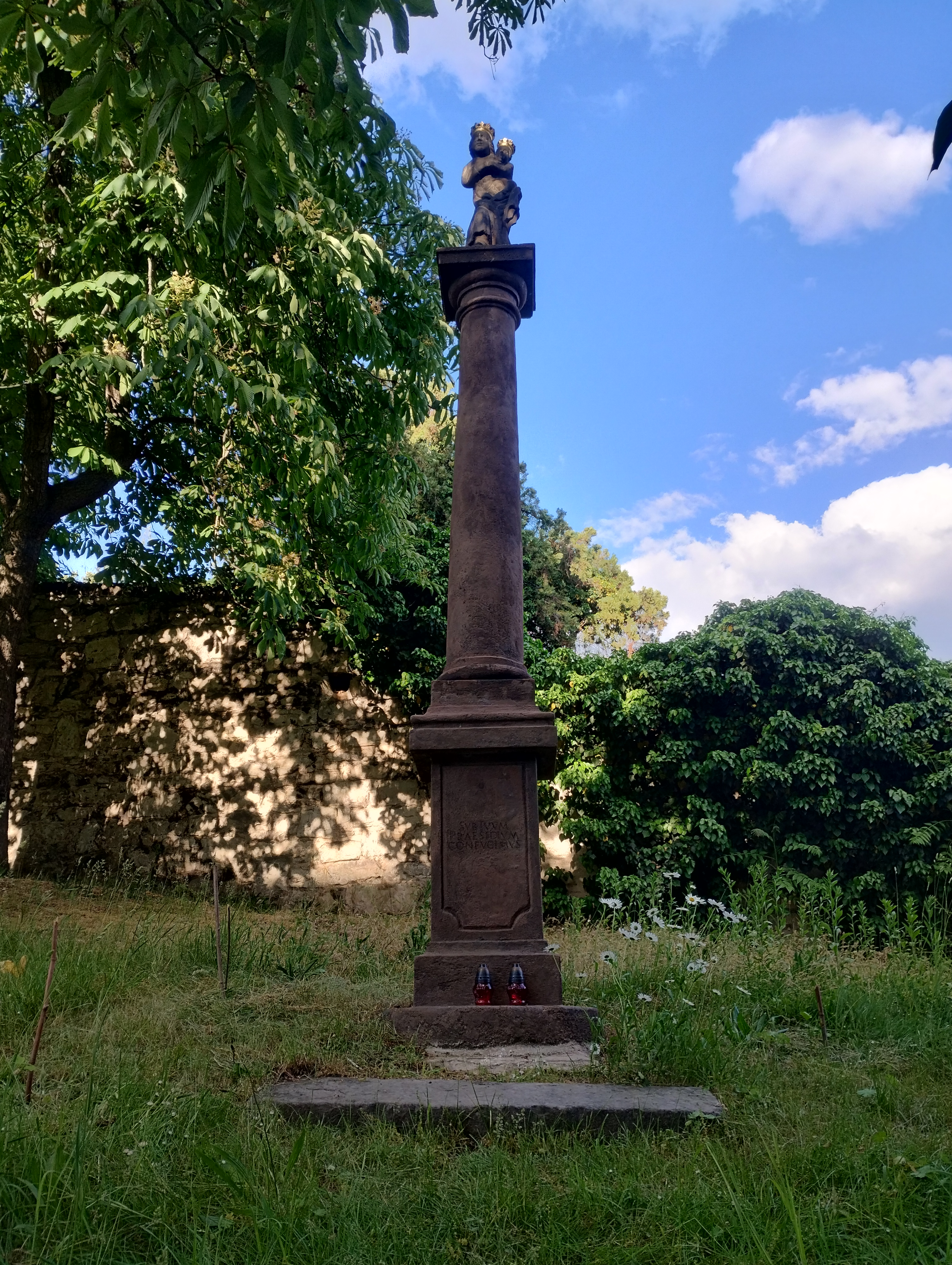
Sloup se sochou Panny Marie Svatohorské